# Jorge Flores González
Jorge Luis Flores González (La Piedad, 31 gennaio 1954 – 6 gennaio 2025) è stato un cestista messicano.

## Carriera
Con il Messico disputò i Giochi olimpici del 1976.